# Dolicheremaeus fijiensis
Dolicheremaeus fijiensis är en kvalsterart som beskrevs av Hammer 1971. Dolicheremaeus fijiensis ingår i släktet Dolicheremaeus och familjen Tetracondylidae. Inga underarter finns listade i Catalogue of Life.